# Desayuno con langosta
Desayuno con langosta (en italiano: Aragosta a colazione) es una película de comedia italiana escrita y dirigida por Giorgio Capitani y protagonizada por Enrico Montesano y Claude Brasseur.
Por su actuación en esta película y en El buen ladrón, Enrico Montesano fue premiado con un especial David di Donatello.

## Reparto
- Enrico Montesano -  Enrico Tucci
- Claude Brasseur -  Mario Spinosi
- Janet Agren  -  Monique
- Claudine Auger  -  Carla Spinosi
- Silvia Dionisio -  Matilde Tucci
- Adriana Innocenti -   Miss Duchamp
- Renato Mori  -   Trocchia
- Roberto Della Casa -  Sommelier